# Hemihyalea argillacea
Hemihyalea argillacea är en fjärilsart som beskrevs av Rothschild 1909. Hemihyalea argillacea ingår i släktet Hemihyalea och familjen björnspinnare. Inga underarter finns listade i Catalogue of Life.